# Harmunite
L'harmunite (simbolo IMA: Hmu) è un minerale della famiglia degli "ossidi e idrossidi" appartenente al supergruppo della marokite con composizione chimica CaFe2O4.

## Etimologia e storia
Il minerale prende il nome dalla sua località tipo, Jebel Harmun, in Cisgiordania nei pressi del distretto di Gerusalemme.

## Classificazione
Essendo un minerale scoperto e approvato dall'Associazione Mineralogica Internazionale (IMA) nel 2014, l'harmunite non compare nella nona edizione della sistematica dei minerali di Strunz, aggiornata dall'IMA fino al 2009 e ancora molto usata; nell'edizione successiva, proseguita dal database "mindat.org" e chiamata Classificazione Strunz-mindat, elenca l'harmunite nella classe "4. Ossidi (idrossidi, V[5,6] vanadati, arseniti, antimoniti, bismutiti, solfiti, seleniti, telluriti, iodati)" e nella sottoclasse "4.B Metallo:Ossigeno = 3:4 e simili"; questa viene ulteriormente suddivisa in base alla dimensione dei cationi coinvolti, in modo che l'harmunite possa essere trovata nella sezione "4.BB Con soltanto cationi di media dimensione" dove insieme a qandilite, cromite, filipstadite, jacobsite, wernerkrauseite, zincocromite, deltalumite, franklinite, cocromite, nicromite, hercynite, gahnite, galaxite, guite, coulsonite, vuorelainenite, spinello, cuprospinello, manganocromite, magnesiocoulsonite, trevorite, magnesiocromite, magnesioferrite, magnetite e ulvöspinello, con le quali forma il sistema nº 4.BB.05.
Nella Sistematica dei lapis (Lapis-Systematik) di Stefan Weiß l'harmunite compare nella classe degli "ossidi" e nella sottoclasse degli "ossidi con rapporto metallo/ossigeno = 3:4 (tipo spinello M3O4 e composti correlati)" dove forma il sistema nº IV/B.05 insieme a hausmannite, iwakiite, hetaerolite, idrohetaerolite, xieite, marokite, wernerkrauseite, tegengrenite e filipstadite.

## Abito cristallino
L'harmunite cristallizza nel sistema ortorombico nel gruppo spaziale Pnma (gruppo nº 62) con le costanti di reticolo a = 9,2183(3) Å, b = 3,0175(1) Å e c = 10,6934(4) Å, oltre ad avere 4 unità di formula per cella unitaria.

## Origine e giacitura
L'harmunite è stata trovata nei ciottoli di larnite pirometamorfica di un pseudo-conglomerato, il cui cemento è costituito da rocce contenenti larnite intensamente alterate, probabilmente formatesi in presenza di fusione solfatica, il minerale è in paragenesi con srebrodolskite, magnesioferrite, larnite, fluorellestadite, ye'elimite, fluormayenite, gehlenite, ternesite e calciolangbeinite.
L'harmunite è un minerale molto raro ed è stata trovata solo in pochi siti; oltre alla sua località tipo in Palestina, sono documentati ritrovamenti anche nel consiglio regionale di Tamar (Israele), a Vordereifel, Daun e Gerolstein in Renania-Palatinato (Germania), a Rydułtowy (Polonia) e nella miniera "Baturinskaya-Vostochnaya-1-2" nell'oblast' di Chelyabinsk (Russia).

## Forma in cui si presenta in natura
L'harmunite si presenta in cristalli prismatici scheletrici, di dimensioni fino a
3 mm. Il colore del minerale è nero con lucentezza metallica e il colore del suo striscio è nero-marrone.